# 4e régiment de dragons (France)
Pour les articles homonymes, voir 4e régiment.
Le 4e régiment de dragons (ou 4e RD), est une unité de cavalerie de l'Armée française, créé sous la Révolution à partir du régiment de Conti dragons, un régiment de cavalerie français d'Ancien Régime. Il combat pendant les guerres de la Révolution et de l'Empire. Conservé dans l'ordre de bataille à partir de 1816, il participe à la Première Guerre mondiale. Motorisé dans l'entre-deux-guerres, il combat au début de la Seconde Guerre mondiale jusqu'en 1940.
Le régiment est ensuite envoyé dans la guerre d'Indochine puis celle d'Algérie. Recréé en 1968 comme régiment blindé, il est peu à peu professionnalisé et est engagé en 1991 dans la guerre du Golfe. Il est finalement dissous le 11 juillet 2014.

## Création et différentes dénominations

Officier du 4e dragons en 1805.

- 1667 : création du 4e régiment de dragons sous le nom de Beaupré-Cavalerie
- 1684 : Chartres-Cavalerie
- 1724 : Clermont-Prince-Cavalerie
- 1771 : Marche-Prince-Cavalerie
- 1776 : Conti-Dragons
- 1791 : 4e régiment de dragons
- 1814 : 2e régiment de dragons de la Reine
- 1815 : 4e régiment de dragons
- 1815 : dissolution du régiment
- 1816 : création sous le nom de régiment des dragons de la Gironde
- 1825 : 4e régiment de dragons
- 1926 : dissolution du régiment
- 1929 : création du régiment sous le nom de 4e bataillon de dragons portés à partir de 4e groupe de chasseurs cyclistes.
- 1936 : 4e régiment de dragons portés
- 1940 : dissolution du régiment
- 1947 : création du régiment sous le nom 4e bataillon de dragons portés
- 1948 : 4e régiment de dragons portés
- 1950 : 4e régiment de dragons
- 1954 : dissolution du régiment
- 1955 : création du 4e régiment de dragons
- 1962 : dissolution du régiment
- 1968 : création du 4e régiment de dragons
- 1990 : groupe d'escadrons 4e régiment de dragons
- 1994 : dissolution du régiment.
- 27 juillet 2009 : recréation du 4e régiment de dragons sur le site de Carpiagne par changement de dénomination du 1er-11e régiment de cuirassiers.
- 11 juillet 2014 : dissolution.

## Chefs de corps

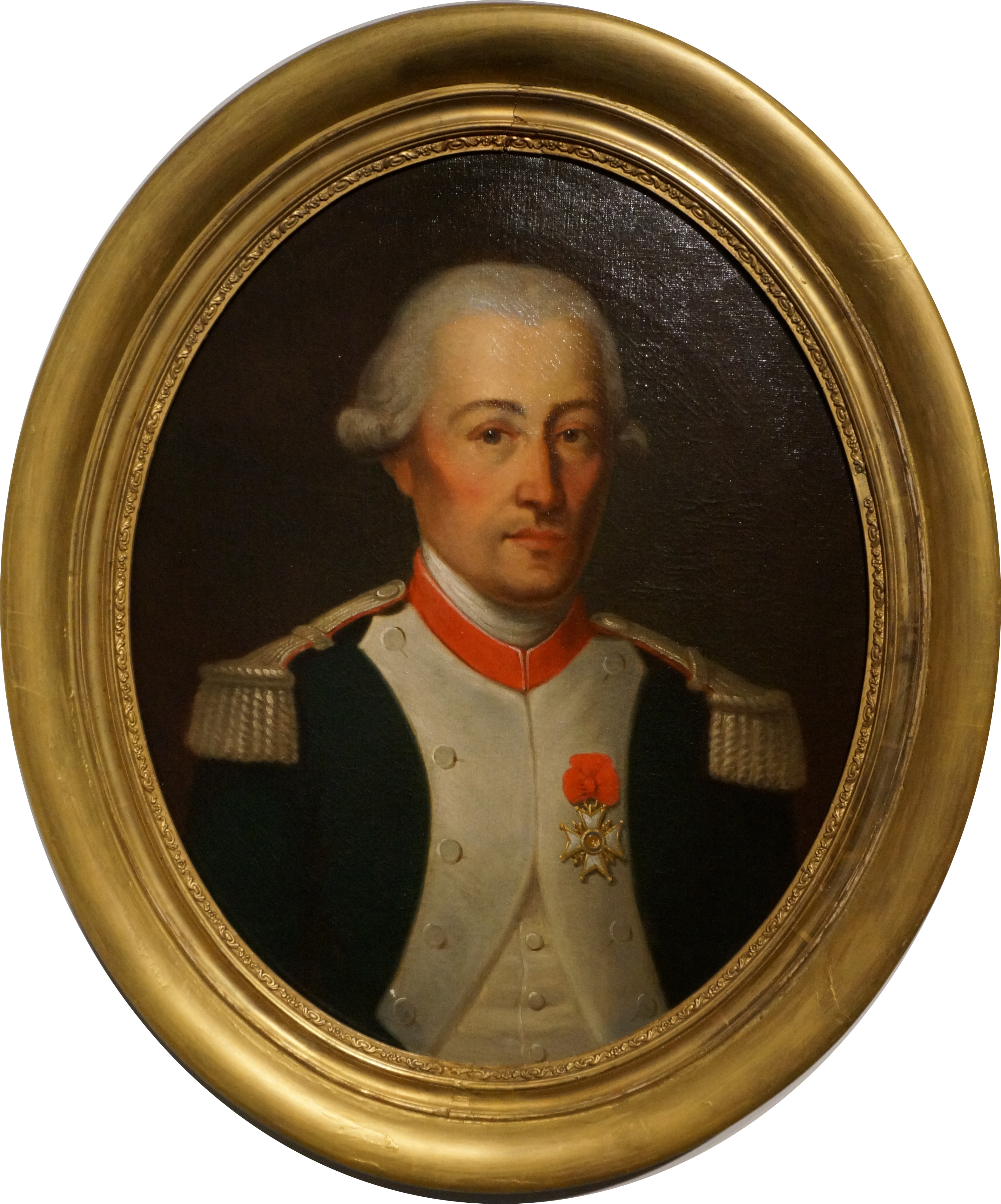
Le comte de Migot en lieutenant-colonel du régiment.

- 1791 - 1792 : colonel Laurent de Migot
- 1792 - 1793 : colonel Maillard de Landres
- 1793 - 1794 : chef de brigade de La Coste-Duvivier
- 1794 - 1799 : chef de brigade Turfa
- 1799  - 1806 : chef de brigade Pierre Wattier
- 1806 - 1809 : colonel Auguste Étienne Marie Gourlez de Lamotte (**)
- 1809 - 1811 : colonel Pierre Joseph Farine du Creux (*)
- 1811 - 1822 : colonel Jean-Baptiste Bouquerot des Essarts (*)[2]
- 1822 - 1825 : colonel Gusler
- 1825 - 1830 : colonel de Galliffet
- 1830 - 1837 : colonel Deville
- 1837 - 1845 : colonel Grand
- 1845 - 1852 : colonel Augenoust
- 1852 - 1856 : colonel de Mézenge de Saint-andré
- 1856 - 1859 : colonel de Juniac
- 1859 - 1860 : colonel Lichtlin
- 1860 - 1868 : colonel Jolif du Coulombier
- 1868 - 1871 : colonel Cornat
- 1871 - 1879 : colonel Génestet de Planhol
- 1880 - 1887 : colonel Morin
- 1887 - 1895 : colonel Rouchy
- 1895 - 1896 : colonel de Chabot
- 1896 : colonel de Witte
- 1914 : colonel Durant de Mareuil
- 1914 : colonel Dollfus
- 1914 - 1915 : commandant Oré
- 1915 - 1918 : lieutenant-colonel de la Font
- 1938 - 1940 : colonel Lacroix
- 1940 : colonel Vincens de Causans
- 1956 - 1958 : colonel de Maupeou
- 1958 - 1960 : colonel de Sevelinges
- 1960 - 1962 : colonel Dumas
- 1962 - 1964 : colonel Rapenne
- 1968 - 1970 : colonel Mercier
- 1970 - 1972 : colonel Caulery
- 1972 - 1974 : colonel Robert
- 1974 - 1976 : colonel Duquesne
- 1976 - 1978 : colonel Chavanat
- 1978 - 1979 : colonel de Rolland
- 1979 - 1981 : colonel Maes
- 1981 - 1983 : colonel Carlier
- 1983 - 1985 : colonel Petit de Bantel
- 1985 - 1987 : colonel Choué de la Mettrie
- 1987 - 1989 : colonel Hablot
- 1989 - 1990 : colonel Gallineau
- 1990 - 1992 : colonel Bourret
- 1992 - 1994 : colonel Marchand
- 2009 - 2011 : colonel du Breil de Pontbriand
- 2011 - 2013 : colonel Baudouin
- 2013 - 2014 : lieutenant-colonel Le Carff

### Ancien Régime
Il participe à toutes les campagnes de l’Ancien Régime :
- Guerre de Hollande (1672-1678)
- Guerre de la Ligue d'Augsbourg (1689-1697)
- Guerre de Succession d'Espagne (1701-1713)
- Guerre contre l’Espagne (1719)
- Guerre de Succession de Pologne (1733-1736)
- Guerre de Succession d'Autriche (1740-1748)
- Guerre de Sept Ans (1756-1763)

### Guerres de la Révolution et de l’Empire

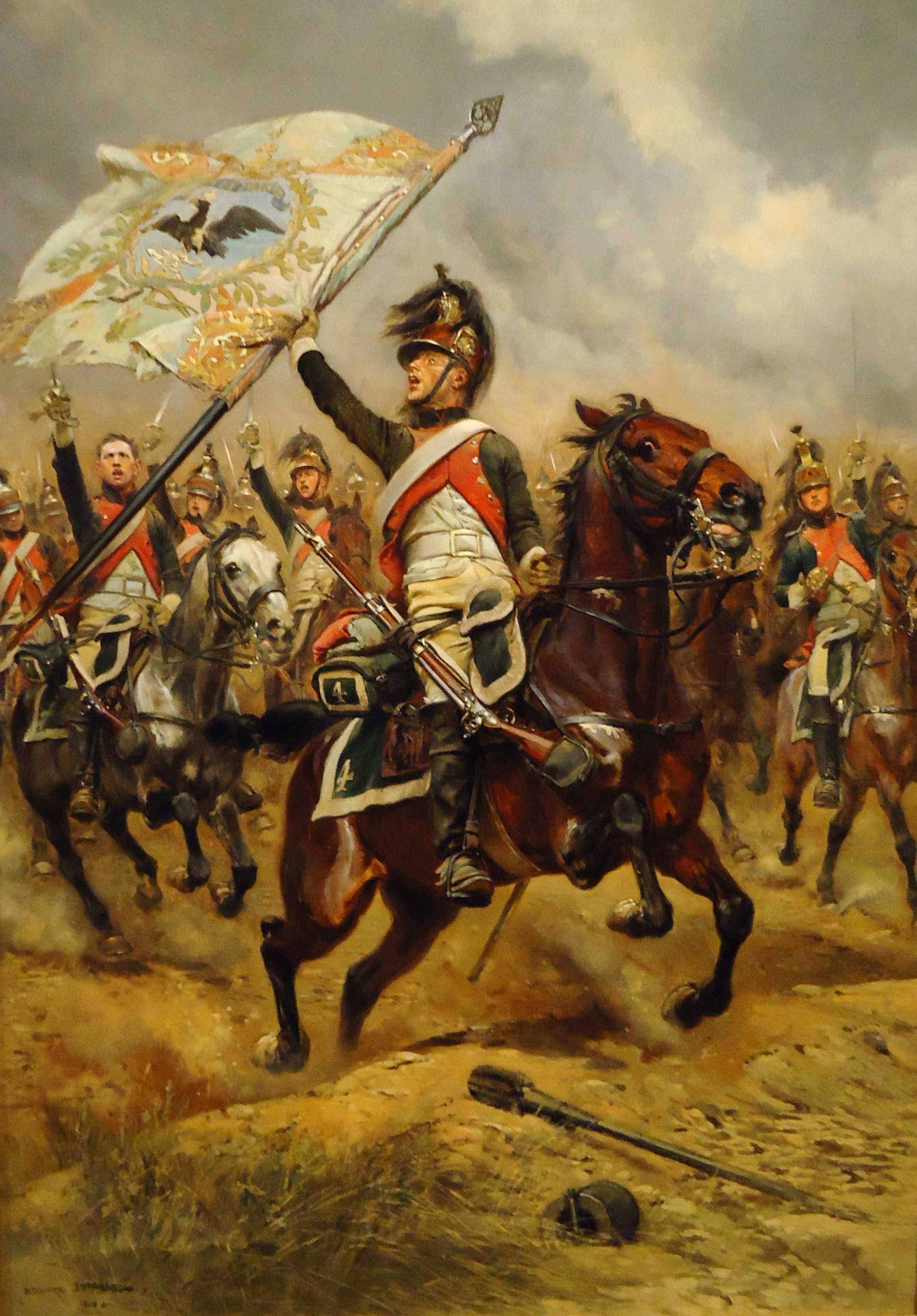
La charge du 4e dragons à la bataille d'Iéna.

- 1792
  - Bataille de Valmy
  - Expédition de Trèves
- 1793
  - 26 décembre : 2e bataille de Wissembourg
- 1796
  - Armée de Rhin-et-Moselle
  - Bataille d'Aldenhoven
- 1805 : Campagne d'Allemagne
  - Bataille de Dürenstein : le régiment perd son aigle et son guidon[3]
  - Bataille d'Ulm
  - Bataille d'Austerlitz
- 1806 : Campagne de Prusse
  - Bataille de Golymin
- 1807 : Campagne de Pologne
  - Bataille d'Eylau
  - Bataille de Friedland
  - Corps d'observation de la Gironde
- 1808 : Guerre d'indépendance espagnole
  - Bataille de Medellin
- 1809
  - Bataille d'Alcantara
- 1811
  - Bataille de Badajoz
  - Bataille d'Albuera
- 1813 : Campagne d'Allemagne
  - Bataille de Leipzig
- 1814 : Campagne de France
  - Bataille de Bar-sur-Aube
  - Bataille de Mormant

### De 1815 à 1848

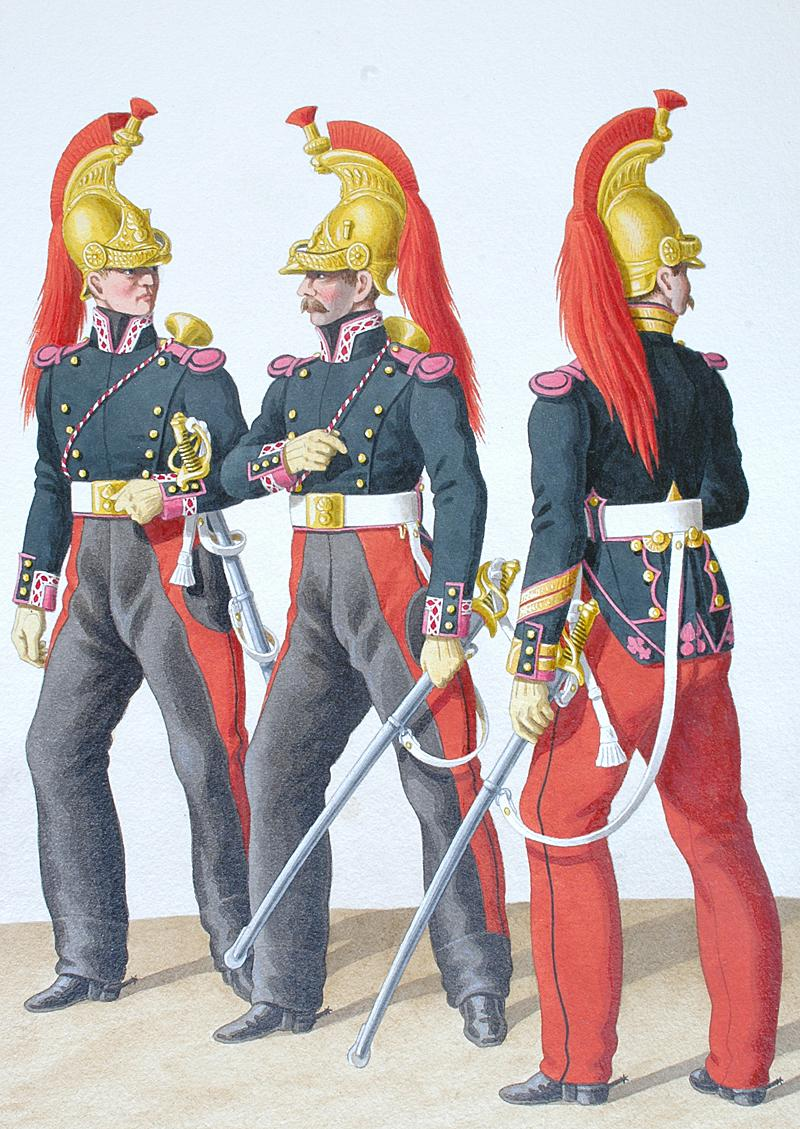
Trompettes du 4e dragons sous la Restauration.

Il devient le 2e régiment des dragons de la Reine sous la première restauration, puis reprend son ancien numéro sous les Cent-Jours; après l’abdication de Napoléon Ier, il devient régiment des dragons de la Gironde, puis reprend le numéro 4 en 1825.

### Second Empire
Le régiment mène une vie de garnison sans histoires[réf. nécessaire].

### De 1871 à 1914
En 1870, il participe aux combats de l’Armée de la Loire. 
Durant la Commune de Paris en 1871, le régiment participe avec l'armée versaillaise à la semaine sanglante. Le régiment en 1880 est affecté à Chambéry, dans le quartier des chevau-légers, entre le Carré Curial et la falaise au pied du rocher de la falaise Saint-Martin. En 1960, la caserne Barbot est récupérée par les chasseurs alpins.

### Première Guerre mondiale

#### 1914

##### Ordre de bataille initial
Le 4e régiment de dragons est membre, à partir de 1913, avec le 12e régiment de dragons, de la 12e brigade de dragons commandée par le général Lucas.
La 12e brigade de dragons fait partie de la 2e division de cavalerie (2e armée) sous les ordres du général Antide Lescot.

##### août
Le 31 juillet 1914, alors en garnison à Commercy, le 4e régiment de dragons reçoit l'ordre de mobilisation et jour même le régiment se met en route pour Lunéville qu'il rejoint le lendemain matin. Le soir il défile dans les rues de Commercy avec le colonel Durant de Mareuil à sa tête.
À partir du 4 août, il couvre la mise en place des 1er et 2e armées. Le lendemain, le régiment se concentre, avec sa brigade, à l'est de Serres. Dans ce cadre, la 2e division de cavalerie assure la couverture dans la région de Bures, Bathelémont et La Fourasse. Le régiment effectue principalement des reconnaissances et des patrouilles. Les lieutenants de Vries et Maillot du 2e demi-régiment sont envoyés en reconnaissance dans la région de Vie, Moyen-Vie et Hampont. Le lieutenant de Vries tombe dans une embuscade de uhlans, mais grâce à l'action du maréchal des logis Lieutier, il peut s'extirper de cet accrochage et continuer sa mission.
Le 15 août, la 2e division de cavalerie est rattachée au corps de cavalerie du général Conneau qui se concentre dans la région de Lunéville le lendemain. Le 17 août, l'ordre de se porter en avant est donnée au corps. Le 1er escadron du capitaine des Gares tenant l'avant-garde est arrêté par des tirs nourris près de Gosselming lui faisant subir quelques pertes. Deux sous-officiers sont faits prisonniers par les Allemands. Le sous-lieutenant Bonneau du 4e escadron est envoyé en reconnaissance entre Sarrebourg et Mittersheim. Il pénètre dans le village, mais doit faire face à un peloton ennemi. L'accrochage blesse grièvement le maréchal des logis Vallin et le brigadier Martineau. L'ennemi, étant fortement retranché, le régiment comme le reste du corps de cavalerie est contraint de battre en retraite à partir du 20 août par Gondrexange, Vathiménil, Moyen, Gerbéviller, Le pont de Lamathe, Einvaux jusqu'à Rozelieures. Le 21, le 4e escadron de Kersauson assurent la couverture de la retraite en gardant le contact avec l'ennemi. Il subit la perte d'un cavalier, et plusieurs autres sont blessés.
Le 23 et le 24 août, les combats se poursuivent dans le bois de Jontois, où le 4e dragons combat à pied aux côtés des chasseurs. Le colonel de Mareuil est blessé et le commandant Oré le remplace à tête du régiment. La retraite continue et le 4e escadron est laissé à nouveau à l'arrière-garde en couverture. Il subit de forts accrochages et finit lui même par se replier dans des conditions difficiles.
Le lendemain débute la bataille de La Mortagne. Deux escadrons, sous les ordres du capitaine de Kersauson, tiennent le bois de Lalau face à Rozelieures aux côtés des chasseurs à pied alors que les deux autres sont en réserve à Saint-Rémy-aux-Bois. Suite à une série d'attaques et de contre-attaques, étant également sous le feu de l'artillerie, le régiment subit de lourdes pertes avec notamment la mort du lieutenant de Royou commandant le 3e escadron. Suite au repli des forces allemandes, le régiment tente de garder le contact afin de préparer la poursuite qui n'aura finalement pas lieu. Le régiment est employé alors a assurer la liaison avec l'infanterie.
Le 26 août, le régiment part en cantonnement à Loromontzey où il reste jusqu'au 7 septembre. Des détachements du régiment sont mis à disposition de l'infanterie pendant cette période afin d'assurer la liaison entre ses divisions et de combler provisoirement les brèches qui peuvent se produire. Il opère, alors, principalement dans la zone de Gerbéviller, Moyen et Magnières. Le 30 août, au cours de l'une de ces opérations, deux escadrons du régiment tiennent les lisières de Guilgnebois sous un violent bombardement, blessant le lieutenant Méry (1er escadron).

##### septembre
Au début du mois de septembre, le corps de cavalerie du général Conneau est dissous. La 2e division de cavalerie perd sa brigade légère afin qu'elle puisse participer aux opérations en Belgique. La 2e division de cavalerie, réduite à deux brigades et quatre régiments, quitte le 7 septembre la région de la Mortagne pour se rendre dans la Woëvre. L'objectif est de couvrir les opérations de débarquement qui s'effectuent autour de Commercy.
Le 8, le régiment est à Buxerulles, Saint-Baussant, puis Pannes. Le contact est pris avec l'ennemi au niveau de la région de Thiaucourt. Il s'agit surtout à l'aide d'un nombre important de petits détachements d'harceler les forces de cavalerie allemandes afin d'entraver sa marche en avant. Dans ce cadre, l'adjudant Lieuter avec dix cavaliers est détaché vers Richecourt avec pour objectif de repousser les patrouilles allemandes arrivant depuis Montsec. Après un accrochage dans le village, il est contraint de se replier.
Du 9 au 11 septembre, l'escadron aux ordres du lieutenant de Barrière, investit les villages de Varvinay et de Buxières. Il positionne ses hommes en tirailleurs permettant de déjouer les attaques allemandes.
Le 19 septembre, le capitaine de Kersauson est envoyé, avec son escadron, en avant-garde de Bouconville sur Pannes pour mettre en défense le village. Après avoir subi un violent bombardement, il est attaqué le 20 par des cyclistes allemands. Tout en maintenant le contact avec l'ennemi, il est obligé de se replier. Un autre escadron du régiment s'occupe de défendre Viéville-en-Haye cerné par l'adversaire. Le lendemain, les unités allemandes tentent une attaque en force sur le village qui oblige l'escadron à abandonner également la position en se repliant par fractions de fourrageurs.
Le 22 septembre, de Vries et son escadron, ont pour mission d'occuper Montsec pour assurer la couverture de la 2e division qui se trouve à Apremont. Toute la nuit l'unité échange des tirs avec l'adversaire et une patrouille annonce l'arrivée imminente d'une colonne allemande. L'escadron doit organiser une retraite dans des conditions très éprouvantes et réussit à se dégager grâce aux actions échelonnées des pelotons du lieutenant Hugo-Derville et Marchal.
Le 1er escadron est alors détaché auprès du 12e régiment de dragons afin de s'emparer du village de Xivray. Il est déployé en avant-garde à l'ouest du village avec le peloton du lieutenant Hugo-Derville et à l'est avec le peloton du lieutenant de Lespinay. Ils sont stoppés par des tirs de mitrailleuses qui blessent plusieurs cavaliers dont de Lespinay. Face à cette résistance le commandant de la Font, du 12e régiment de dragons, emploie toutes ces unités à sa disposition et le groupe cycliste pour s'emparer de la commune. Finalement, à la tombée de la nuit, les forces allemandes occupant le village se retirent avant d'être complétement encerclées.
Du 28 septembre au 1er octobre, deux escadrons du régiments opèrent des liaisons avec l'infanterie et résistent à différentes attaques dans la région de Boncouville.

##### octobre
À partir d'octobre, le régiment, après avoir d'abord séjourné deux jours à Commercy, part en cantonnement de repos à Bouvron, Coyviller et Barbonville. Pendant cette période le régiment reçoit de nouveaux habillements et équipements. Au milieu du mois d'octobre il participe avec la division à une grande revue effectué par le général Varin à Gondreville.
Au sud de la région entre Château-Salins et Sarrebourg, la ligne de front est séparée de plusieurs kilomètres permettant aux reconnaissances et patrouilles de s'exercer plus librement. Dans ce cadre le régiment peut opérer des coups de main pour faire des prisonniers et forcer l'ennemi à se déployer.
Le 26 octobre, parti de sa zone de cantonnement, le régiment se positionne le soir à Bathelémont et se met en route le lendemain pour une action de reconnaissance offensive. L'escadron de Vries forme l'avant garde du régiment avec pour but de réaliser un coup de main au niveau des villages de Bezange-la-Petite, Moncourt et Ommeray. Une patrouille d'éclaireur prend par surprise des fantassins allemands sur les hauteurs de Montcourt. Cette opération permet de faire un nombre important de prisonniers. Le même jour, un autre escadron du régiment tient la position de Ley, il envoie un peloton en reconnaissance sur Ommeray qui est décimé par le feu de tirailleurs allemands.

##### novembre
Pendant le mois de novembre 1914, aux ordres du colonel Dolfus, le régiment continue ces opérations de coups de main. Le régiment s'empare des villages de Chazelles et Gondrexon le 2 novembre. Le régiment laisse les chevaux à Blémerey et se déploie en tirailleurs et prend les deux villages sans grande perte. Dix jours plus tard, le 4e régiment de dragons doit effectuer une reconnaissance dans la région de Saint-Sauveur, Petit-Mont et Cirey. L'unité de cavalerie s'empare des deux premiers et de Val-et-Châtillon peu défendus. Mais le coup de main est stoppé devant Cirey fortement défendu par des mitrailleuses allemandes. L'opération permet de dévoiler, ainsi, une partie des forces ennemies.
Le 22 novembre le régiment lance une nouvelle action pour reconnaître la région de Juvrecourt, Xanrey et Bezange-la-Petite. Il se porte de Barbonville par Bonviller et Bures, arrivé à proximité de Juvrecourt le régiment est obligé d'appuyer les chasseurs cyclistes en lançant en fourrageur un de ses escadrons. Il oblige l'ennemi à se déployer pour engager le combat. Les combats sont rudes et le peloton du sous-lieutenant de Magnienville est fortement éprouvé. A l'est l'escadron de Vries tient sa position sur Réchicourt et essuie plusieurs attaques. A la nuit une forte contre-attaque allemande est mise en place. L'escadron bat en retraite dans des conditions éprouvantes en échelonnant ses pelotons sous le feu de l'ennemi et les bombardements pour regagner les chevaux au sud du village.

##### décembre
Durant le mois de décembre, le régiment est en cantonnement principalement sur Barbonville et Vigneulles. Un peloton du régiment effectue une mission de police en Meurthe-et-Moselle entre le 11 et 12 pour faciliter la circulation des civils en vue d'un mouvement de troupes. Le régiment réalise également quelques exercices de tir à Padoux.

#### 1915
En 1915, il se bat en Lorraine.

#### 1916

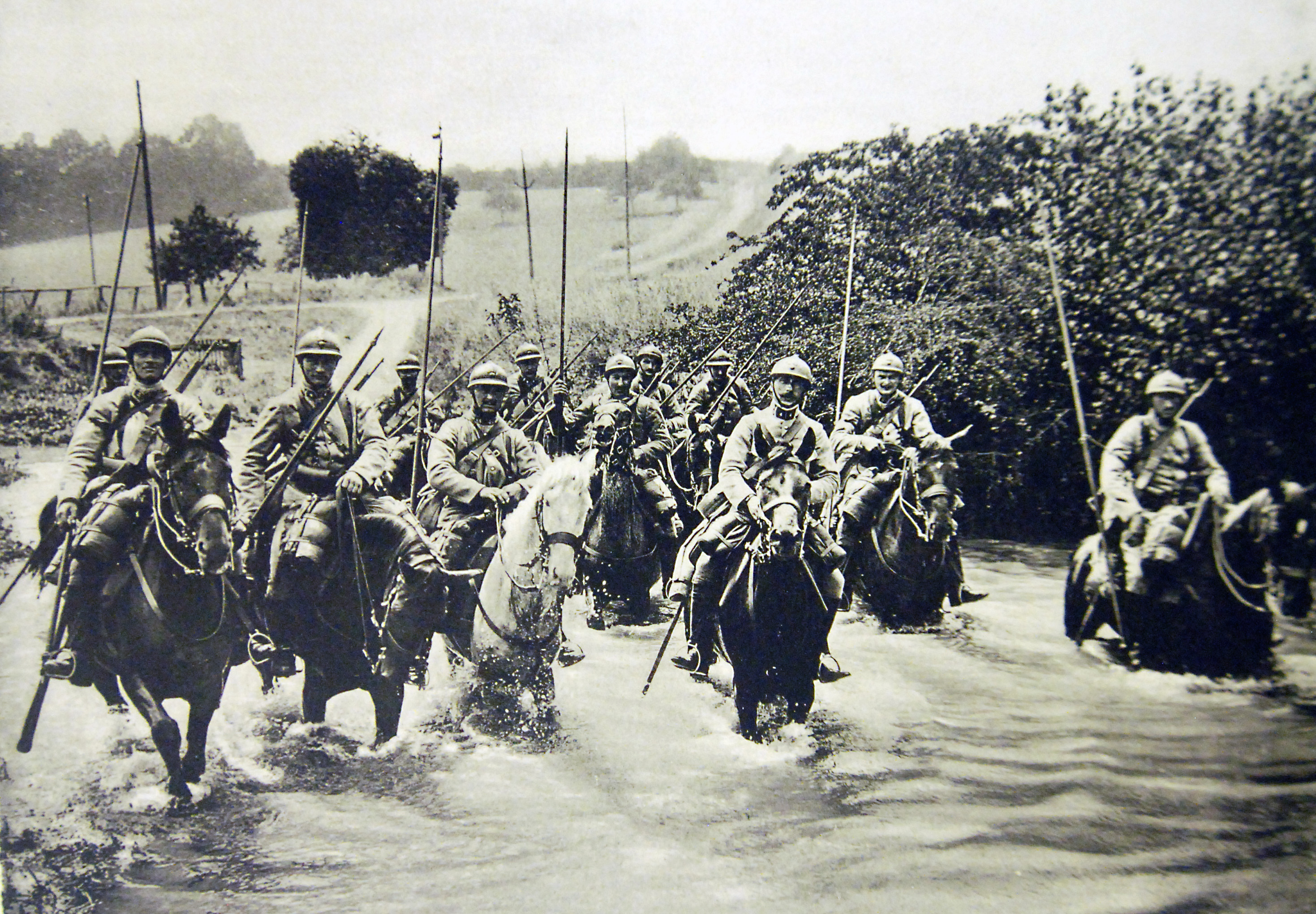
Patrouille du 4e dragons en 1916.

En 1916 en Alsace jusqu'en juin, puis dans la vallée de la Somme à l’est d’Amiens, prêt à exploiter à cheval le succès escompté. Après l’échec de l’offensive, il retrouve les tranchées.
De novembre 1916 à janvier 1917 il rejoint les tranchées de Soissons. Au début du mois de mars, il est au camp de Mailly. Le 17 avril il assiste à la Bataille du Chemin des Dames sans y participer.

#### 1917
Le régiment rejoint le secteur de Ludes à l’est de Reims jusqu’en janvier 1918. Entretemps, en juin et en septembre, il est dans la banlieue de Paris pour parer aux troubles qu'auraient pu provoquer les menées allemandes à l'intérieur.

#### 1918
En février 1918, il est amené pour les mêmes raisons à Valence, puis à Saint-Étienne.
Après l’offensive allemande fin mars sur Amiens, il se bat dans les Flandres au mont des Cats. Il écrit une page de gloire à Locre du 26 au 29 avril 1918, il perd 80 % de son effectif et est cité à l’ordre de l’armée. Après une marche forcée de 200 kilomètres il se bat sur l’Ourcq et prend Montmarlet et Montemafroy (commune de Dammard).

#### 1919
Le régiment se voit attribuer une deuxième citation à l’ordre de l’armée, et la fourragère aux couleurs du ruban de la croix de guerre 1914-1918.

### Entre-deux-guerres 1918-1926 et 1929-1939

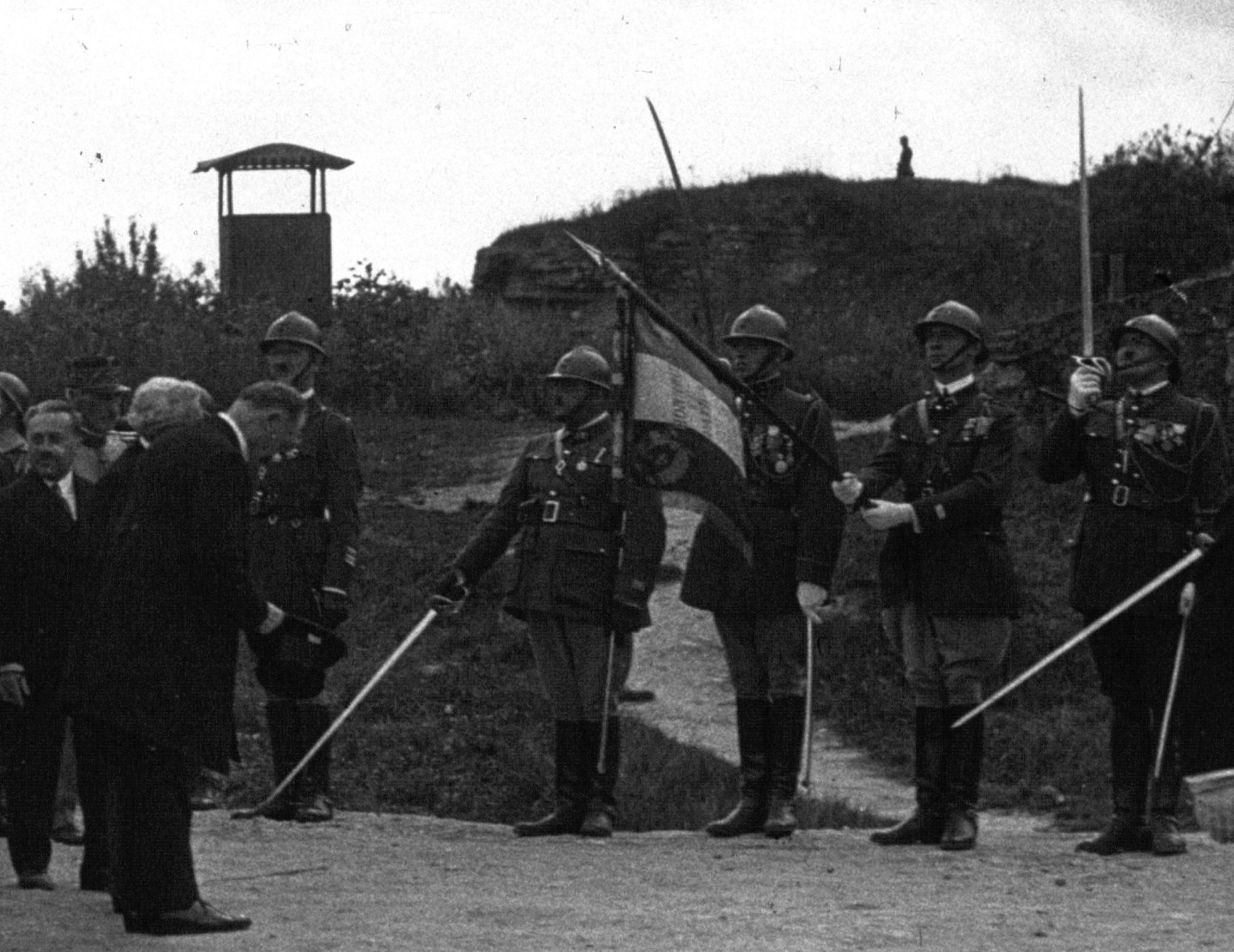
Le président Albert Lebrun salue l'étendard du 4e bataillon de dragons portés au fort de Douaumont en 1932.

De 1918 à 1923, il stationne à Castres, puis à Carcassonne. Il est dissous en 1926.
Il renaît en 1929 sous l’appellation « 4e bataillon de dragons portés », il est formé à Trèves à partir d’éléments du 4e groupe de chasseurs cyclistes[réf. souhaitée]. Il forme l'infanterie portée de la 4e division de cavalerie. Après Trêves, il rejoint Verdun.
En 1934, il perçoit dix AMR 33 puis des AMR 35 à partir du printemps 1936, à la suite de la transformation de la 4e division de cavalerie en 1re division légère mécanique.

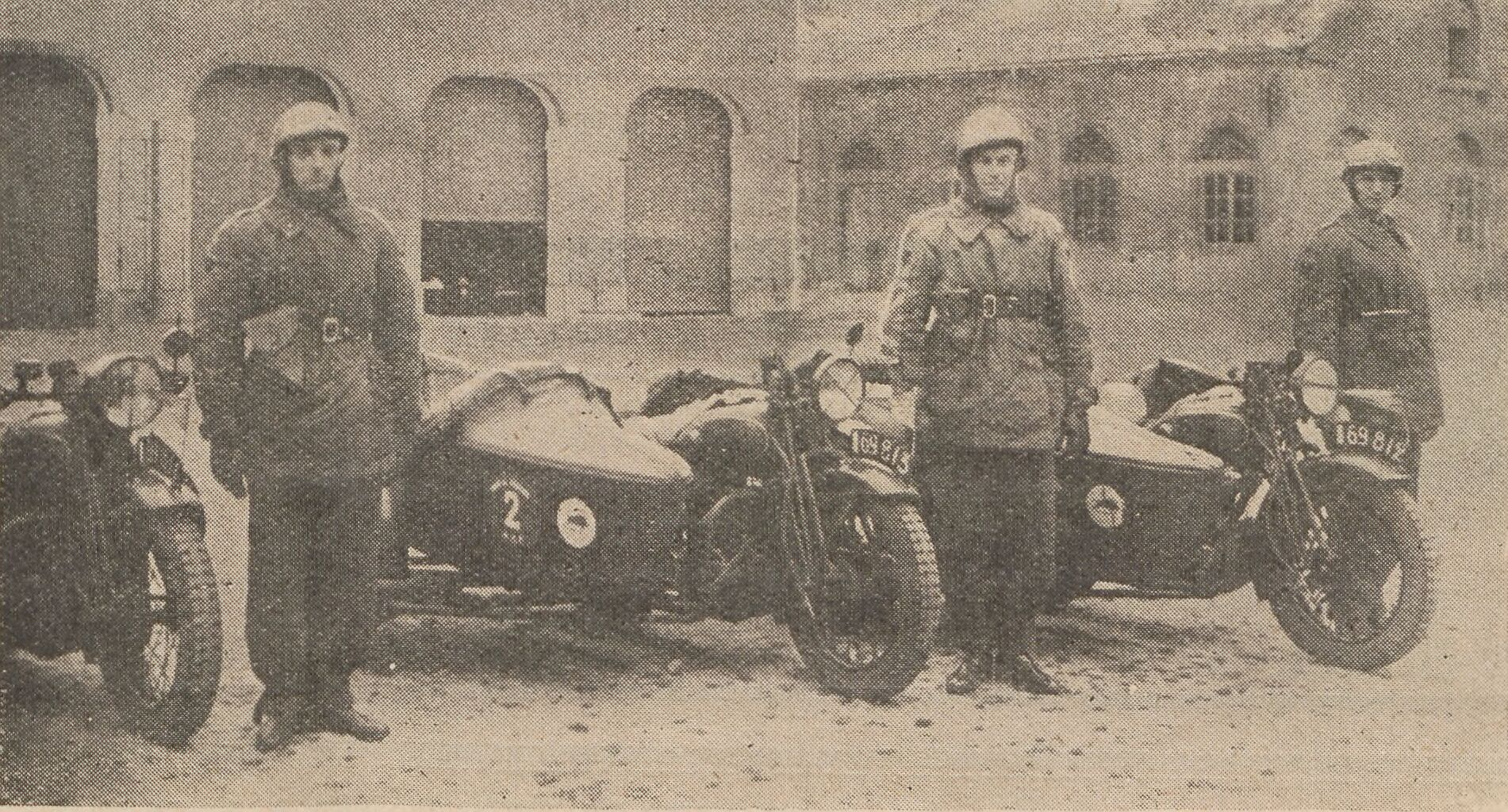
Motocyclistes du 4e RDP en 1938.

Le 1er octobre 1936, il devient 4e régiment de dragons portés, à deux bataillons (plus un état-major et un escadron hors-rang). Chacun des deux bataillons est constitué d'un escadron mixte AMR et motocyclistes (sur side-cars), de deux escadrons de fusiliers-voltigeurs sur camions Laffly S20 TL (de) et d'un escadron de mitrailleuses et d'engins sur S20 TL.

### Seconde Guerre mondiale

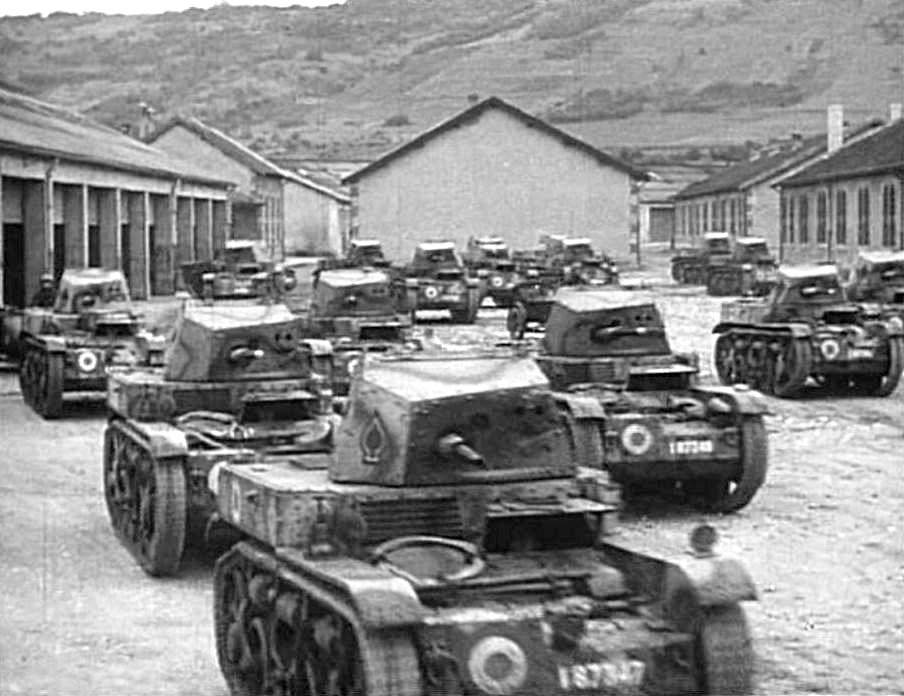
Un groupe de AMR 35 armés d'une mitrailleuse Hotchkiss de 13.2 mm du 4e régiment de dragons portés. Le véhicule de devant, no 87347, est le deuxième produit et montre les grandes rosettes typiques de cette unité à partir de 1938.

#### 1939
À la mobilisation, il passe à trois bataillons.

#### 1940
Le 10 mai 1940, le régiment, avec le reste de la 1re division légère mécanique dont il fait partie, se dirige vers la Hollande, région de Tilbourg. Le 12 et 13 mai après de très durs combats il décroche au sud du canal Albert, puis retraite vers la France. Une plaque commémorative témoigne d'un combat à Mont-Saint-Éloi les 22 et 23 mai 1940.
Évacué à Dunkerque fin mai 1940, il perd tout son matériel. Il est reconstitué début juin 1940, avec un format réduit : un escadron de motocyclistes, trois de fusiliers-voltigeurs et un de mitrailleuses et d'engins. L'infanterie est portée sur Laffly S20 TL (de) et GMC ACK et le régiment ne dispose plus de blindés. Il continue de se battre pendant toute la campagne de France et l'illustrera notamment lors des combats sur la Seine en juin 1940 (La Heunière et Cocherel).
Il est dissous le 8 juillet 1940 mais il est cité à l’ordre de l’armée pour sa conduite pendant cette courte campagne.

### Indochine 1947-1954
Recrée le 15 février 1947 à Poitiers sous le nom de 4e bataillon de dragons portés, il est envoyé en Indochine le 25 mars de la même année. Il relève trois semaines plus tard au Tonkin le groupement de marche de la 2e division blindée, dont il récupère le matériel. Le 26 avril, le 4e BDP est réorganisé en incorporant de nombreux soldats vietnamiens.
Le bataillon est envoyé en Cochinchine en 1948, le 1er novembre, il redevient 4e régiment de dragons portés[réf. souhaitée]. Les hommes du régiment servent notamment dans les trains blindés de Légion étrangère, les vedettes fluviales et les canonnières. Le régiment devient 4e régiment de dragons le 16 février 1950. Le 30 juin 1954, il est dissous après sept ans de présence en Indochine. Le régiment est cité deux fois à l’ordre du corps l’armée, puis l’inscription Indochine 1947-1954 est apposée sur l’étendard.

### Guerre d'Algérie 1955-1962
Le 4e régiment de dragons est reformé à partir d’éléments de la 5e division blindée le 15 novembre 1955 en République fédérale Allemande, puis il est envoyé en Algérie affecté à la 19e DI. Après sept ans de présence en Algérie, il est dissous le 1er juin 1962 puis ses élements quittent Alger le 19 juin.

### Guerre froide et professionnalisation 1968-1994

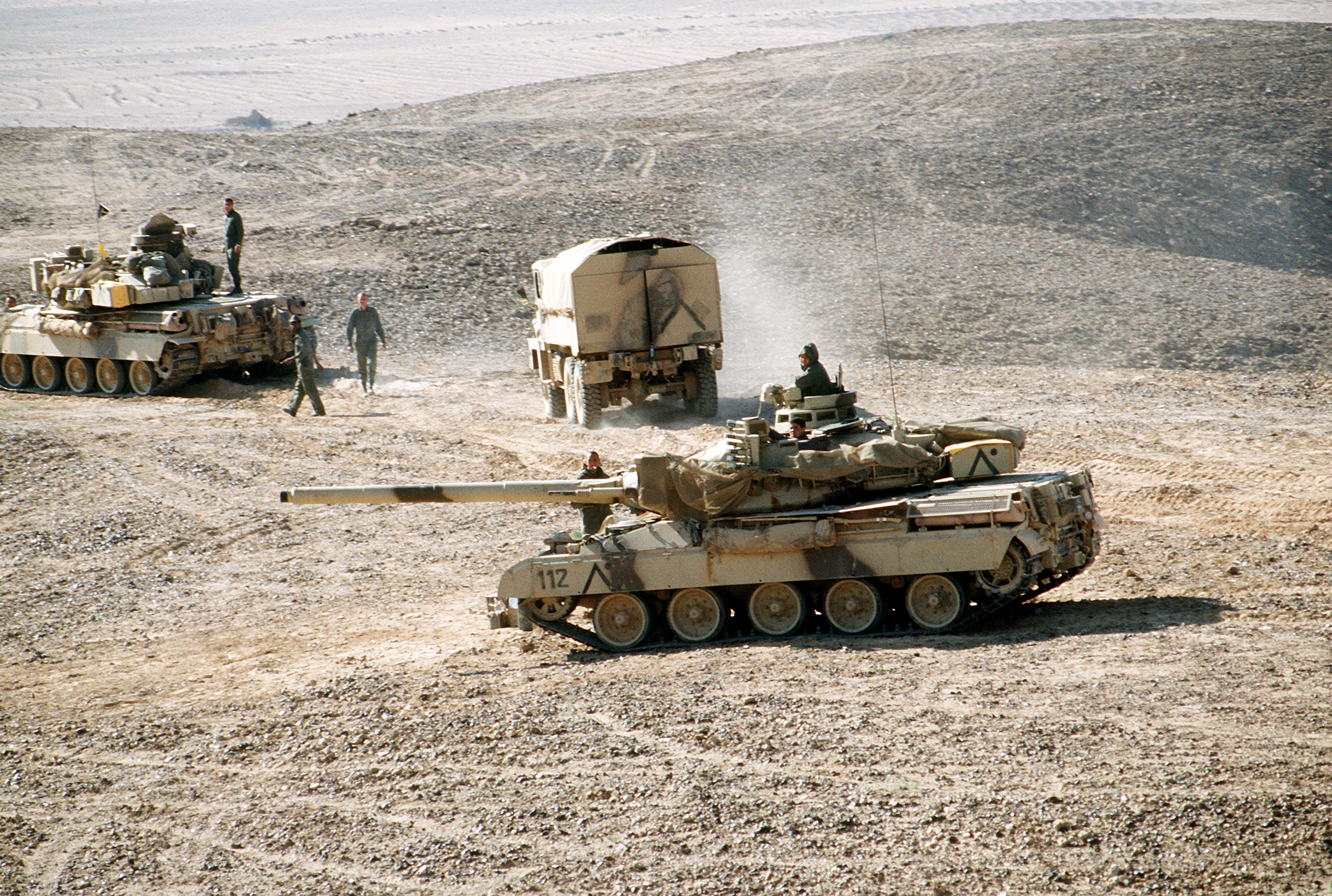
Deux AMX-30 et un camion Berliet GBC8KT de la division Daguet en Irak en 1991.

Le 28 avril 1968 à Olivet le régiment est recréé, il est équipé de chars AMX 13 est composé de deux escadrons et de deux compagnies de VTT. Le 30 juin 1979 dissolution.
Recréation le 1er septembre 1979 au Quartier Féquant à Mourmelon-le-Grand (Marne). Il est équipé de 54 AMX-30, remplacé par des AMX-30 B2. Le 1er escadron du régiment est professionnalisé et participe au Tchad à l’opération Manta de janvier à juin 1984. Il est entièrement professionnalisé fin 1990. Le 4e dragons a été le régiment de cavalerie lourde (chars lourds AMX-30B2) de la division Daguet lors de la première guerre du Golfe. Il participe à l’attaque le 24 février 1991 et est chargé de l’effort principal de la division, en liaison avec le 3e RIMa, l’objectif As Salman est conquis le 26 février 1991. Le régiment est cité à l'ordre de l'armée et reçoit la croix de guerre des Théâtres d’opérations extérieurs avec palme.
Le régiment participe en septembre 1992 à l'intervention dans les Balkans dans le cadre de la force de Protection des Nations unies (FORPRONU). Fort de 2 unités, il participe à la mise sur pied d’un bataillon d’infanterie agissant en Croatie.
Dissous en 1994, le 28 juin 2006 la garde de l’étendard est confiée au Centre d’entraînement au combat (CENTAC) de Mailly.

### De 2009 à 2014

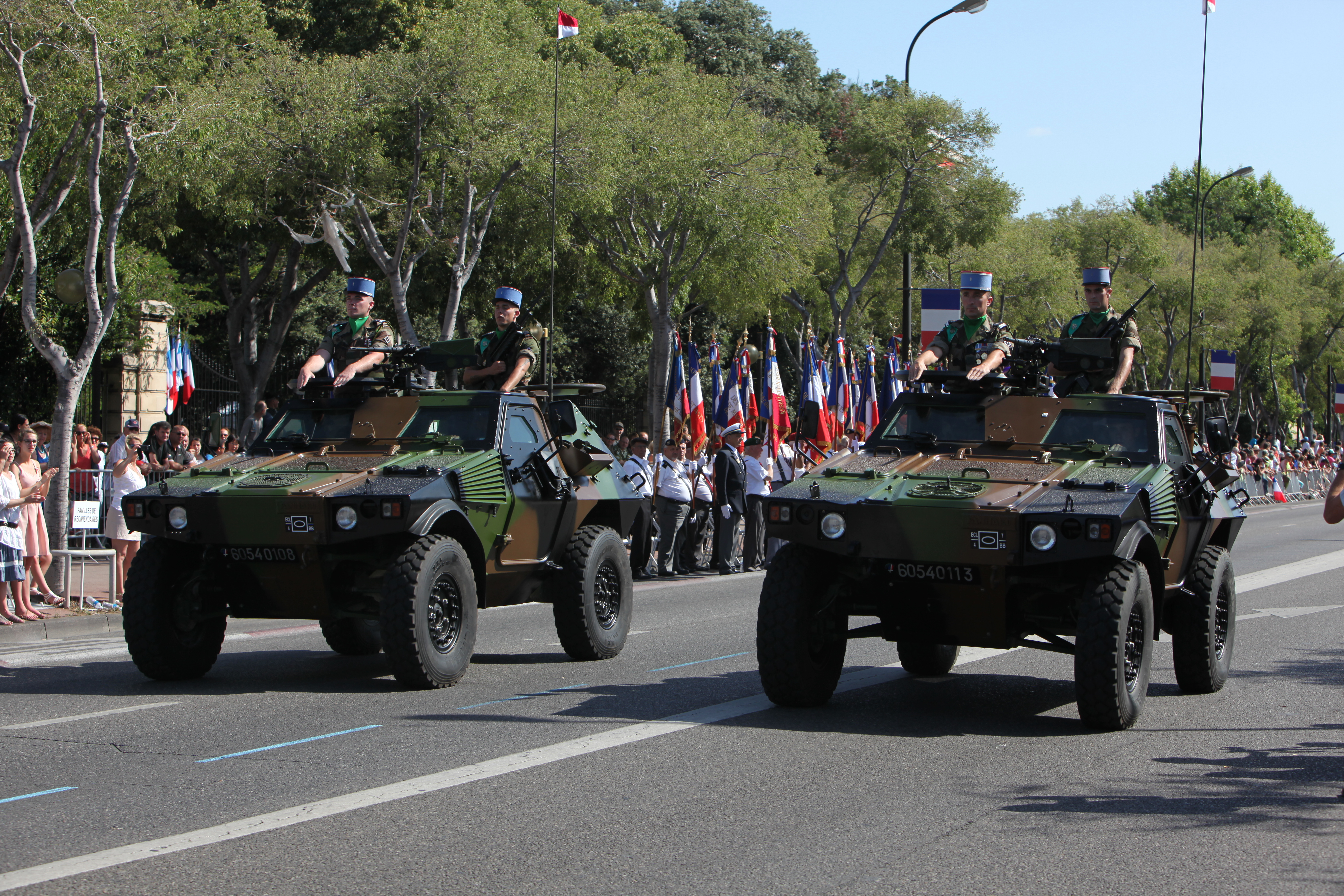
VBL du 4e dragons à Marseille le 14 juillet 2012.

Le 4e régiment de dragons est réactivé en 2009 par dissolution du 1er-11e régiment de cuirassiers de Carpiagne et est équipé de chars Leclerc. Une partie de son effectif est déployée au Liban au sein de la FINUL. Il est une composante de la 7e brigade blindée (PC à Besançon). Le 4e RD, recréé le 1er août 2009, succède au 1er-11e régiment de cuirassiers sur le camp de Carpiagne à proximité de la ville de Marseille. Le régiment s'est restructuré à l'été 2009 passant d'une organisation bi-bataillonnaire à une structure à 4 escadrons de chars soutenu par la base de défense de Marseille.
Annoncée à l'automne 2013 avec les restructurations prévues par la loi de programmation militaire 2014-2019, la dissolution du régiment est effective le 11 juillet 2014.

#### Composition

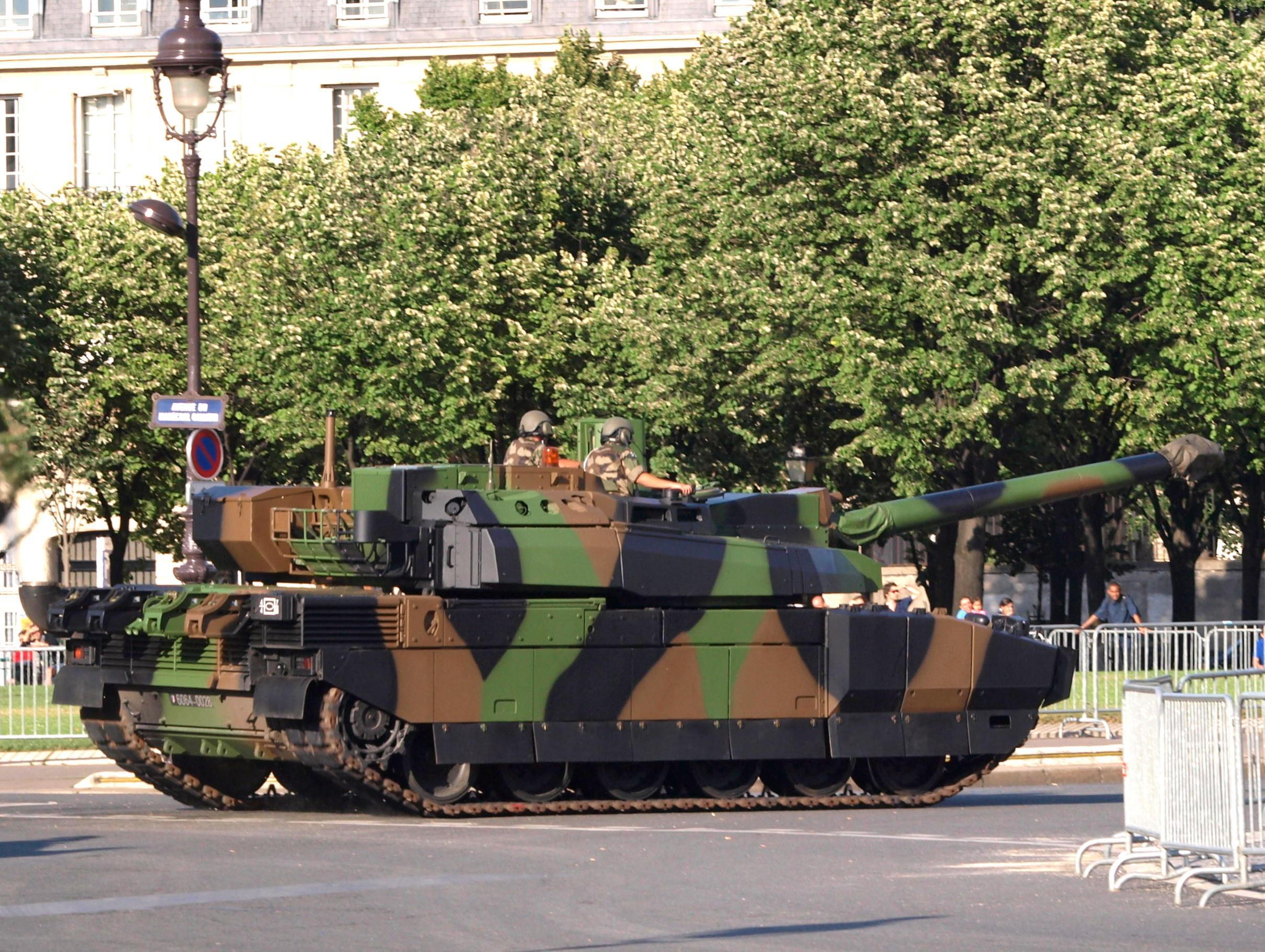
Leclerc du 4e escadron du régiment, le 14 juillet 2010 à Paris.

- quatre escadrons de chars Leclerc :
- un escadron de commandement et de logistique
- un escadron de réserve

#### Missions
En 2009, 70 % du régiment a été projeté au Liban, au Kosovo, au Sénégal et en Afghanistan.
Le plan Vigipirate constitue également une part importante des missions du régiment, assurées tout au long de l'année à Paris, à Strasbourg ou à Marseille.

#### Véhicules
Char Leclerc associé au véhicule blindé léger (VBL) dans le cadre de la structure 3x3 de ses pelotons. Son personnel peut aussi bien servir sur Leclerc/VBL que sur VAB ou ERC-90 Sagaie.

## Emblèmes du régiment

### Étendard

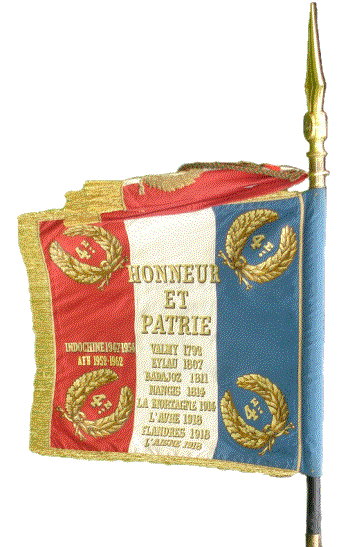
Étendard du 4e régiment de dragons, avant 2010 (date d'ajout de l'inscription Koweït 1990-1991).

Il porte, cousues en lettres d'or dans ses plis, les inscriptions suivantes :
- Valmy 1792
- Eylau 1807
- Badajoz 1811
- Nangis 1814[17]
- La Mortagne 1914
- L'Avre 1918
- Flandres 1918
- L'Aisne 1918
- Indochine 1947-1954
- AFN 1952-1962[18]
- Koweït 1990-1991[19]

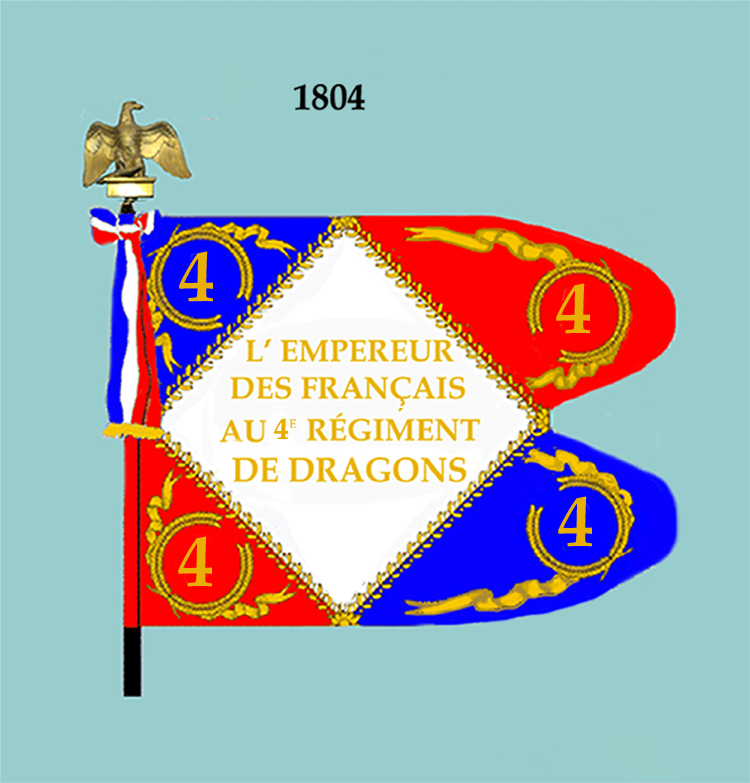
Étendard modèle 1804 avers
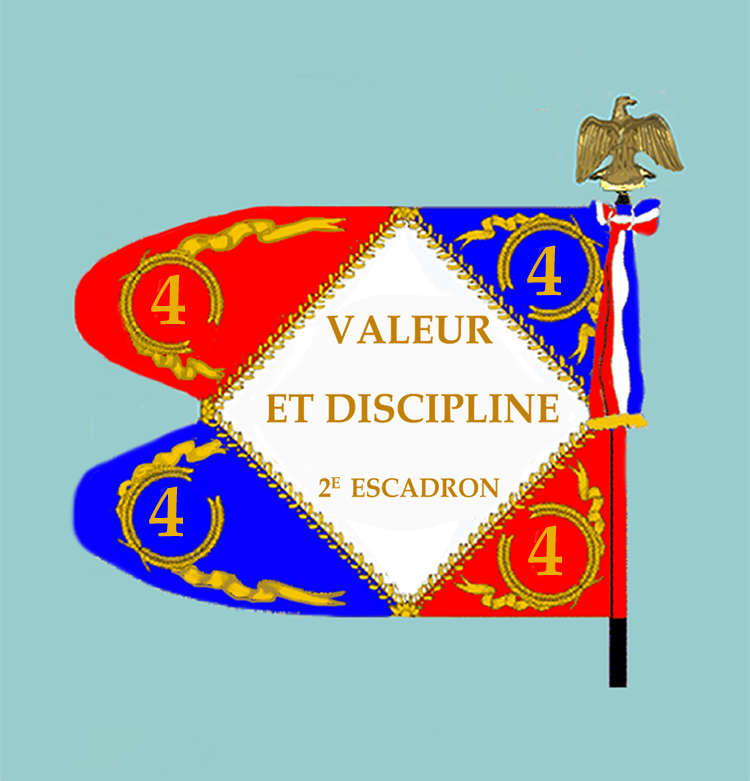
Etendard modèle 1804 revers

### Décorations
Sa cravate est décorée :
- De la Croix de guerre 1914-1918 avec 2 palmes
- De la Croix de guerre 1939-1945 avec 1 palme
- De la Croix de guerre des Théâtres d'opérations extérieures avec 2 étoiles de vermeil (Indochine)
- De la Croix de guerre des Théâtres d'opérations extérieures avec 1 palme (Irak)
- De la croix de la vaillance vietnamienne avec étoile de vermeil
- Elle porte en outre la fourragère aux couleurs du ruban de la croix de guerre 1914-1918

### Insigne

#### Insigne en Indochine
Un insigne totalement différent représentant le sanglier des Ardennes qui fut porté par le régiment jusqu'à son séjour en Indochine.

#### Insigne de 1968 à 1994
Écu de dames (ovale) aux armes de la famille de Choiseul : d'azur à une croix d'or cantonée de 18 billettes d'or surmonté par un casque de dragons à plumet blanc. En pointe un listel avec la devise « Je boute avant » a été adopté lorsque le régiment était dans les Ardennes. Les armes des Choiseul rappellent sa filiation avec le régiment de cavalerie que leva Jacques-François, marquis de Choiseul-Beaupré en 1667. Le casque des dragons est du modèle porté pendant l'Empire.

### Devise
« Je boute avant ».

« Spes altera Martis » « Un autre espoir de Mars ».

## Historique des garnisons, combats et batailles

### Garnisons
- 1785 - 1787 : Provins
- 1814 - 1838 : Béziers
- 1880 - 1907 : Chambéry
- 1913 - 1914 : Commercy
- 1918 - 1923 : Castres
- 1923 - 1926 : Carcassonne
- 193? - 1939 : Verdun
- 1947 - 1954 : Indochine
- novembre 1955 - 1962 : Algérie (- PC : Lafayette - 1er escadron : Tittest puis Guenzet - 2e escadron	: El Arous[Où ?] - 3e escadron : Beni Hocine - 4e escadron : El Maïn - CAS	: Beni Hafed[Où ?])[réf. nécessaire]
- avril 1968 -  30 juin 1979 : Orléans - Olivet
- 1er septembre 1979 - 1994 : Mourmelon
- 2009 - 11 juillet 2014 : Carpiagne

## Uniformes
L’ordonnance d’habillement de 1786 fixe les uniformes des régiments de dragons. Le fond de l’habit est vert foncé (vert dragon). La doublure et les retroussis sont de la couleur distinctive attribuée à chaque régiment. Pour le Conti : revers et parements chamois Conti, boutons blancs (avec numéro et armes du prince de Conti), poches en long.

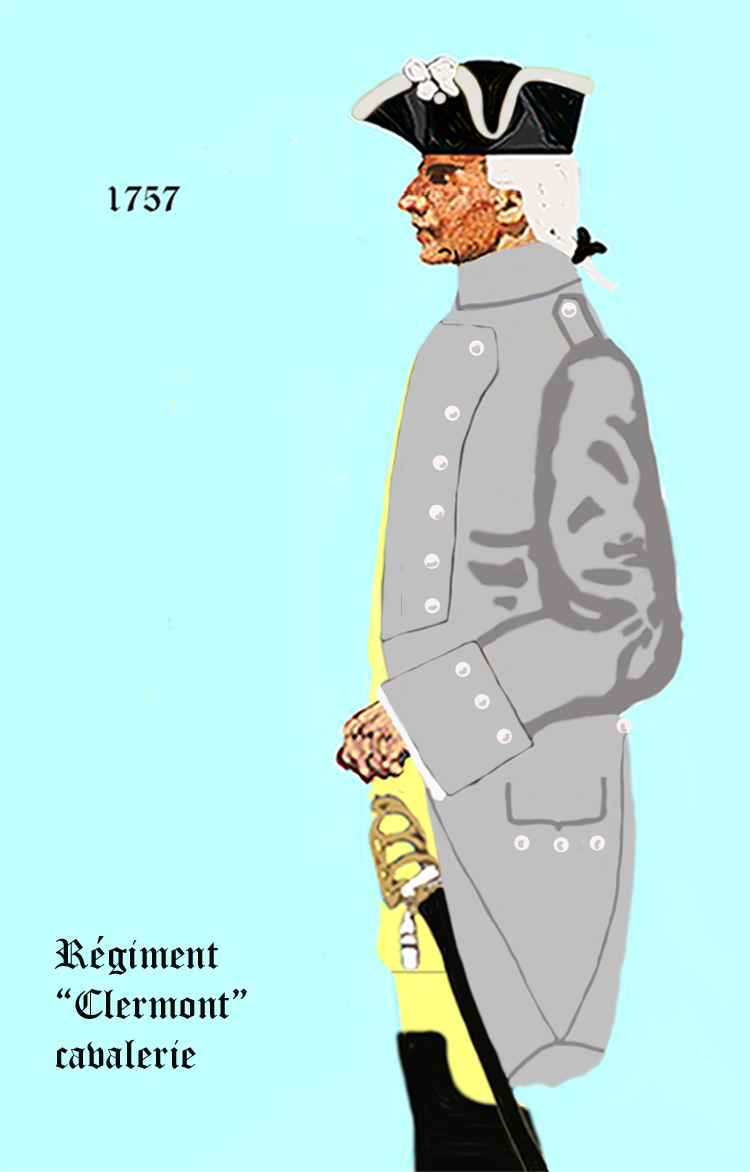
Clermont cavalerie 1757
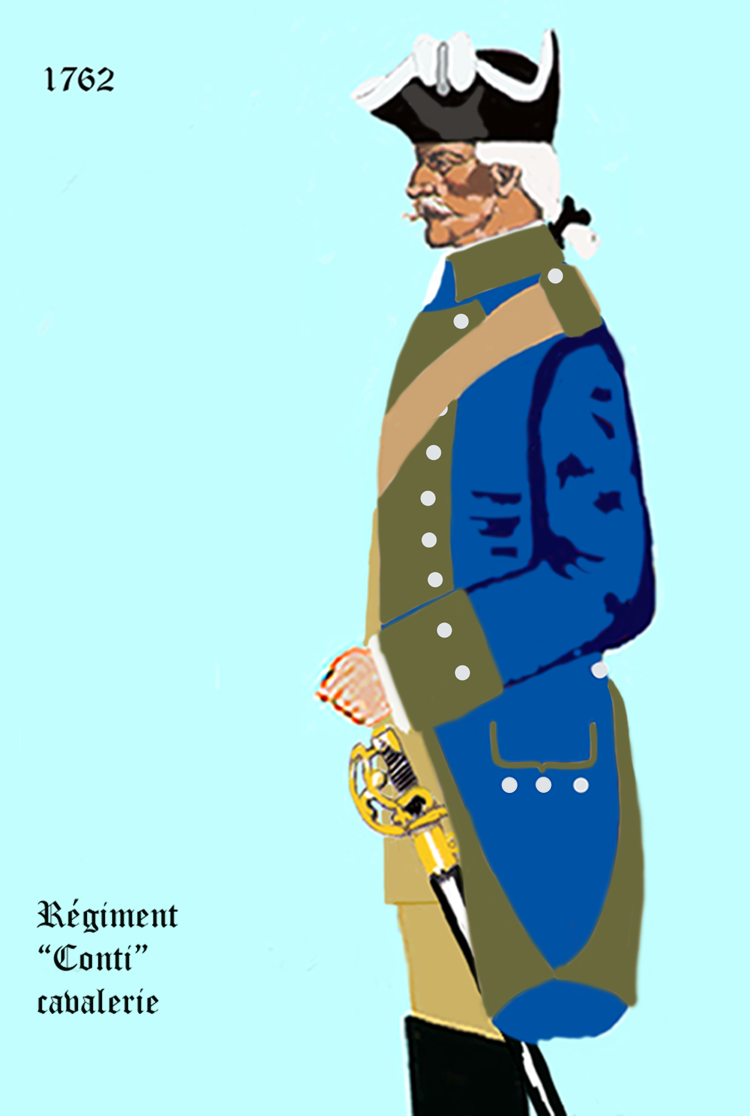
Conti cavalerie 1762
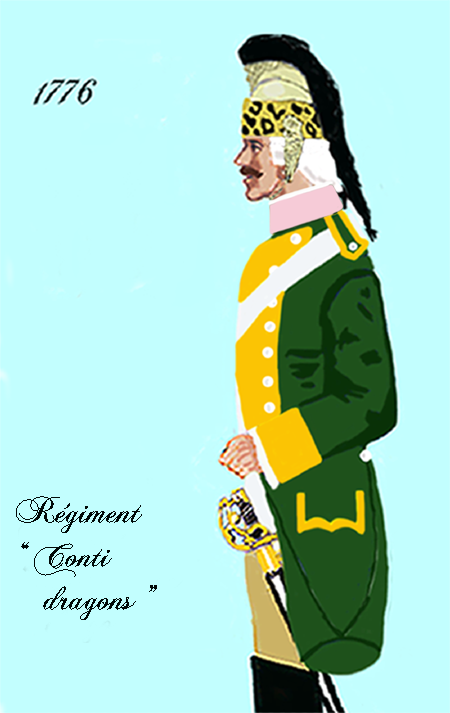
Conti dragons 1776
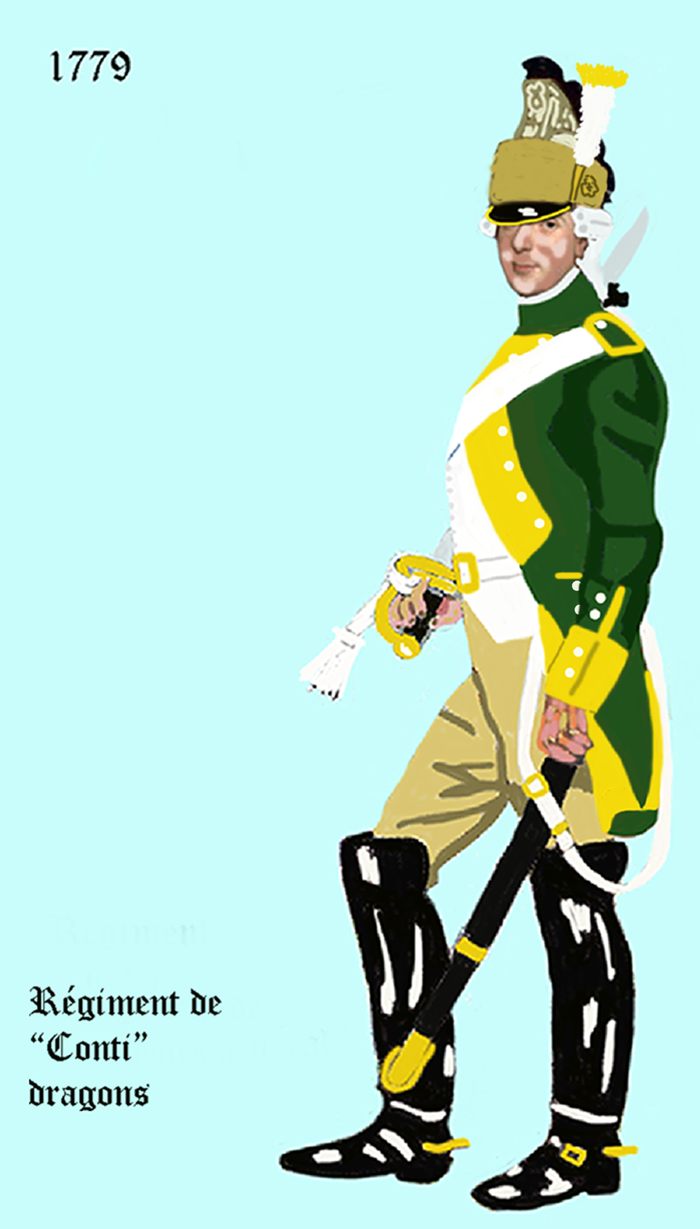
Conti dragons 1779
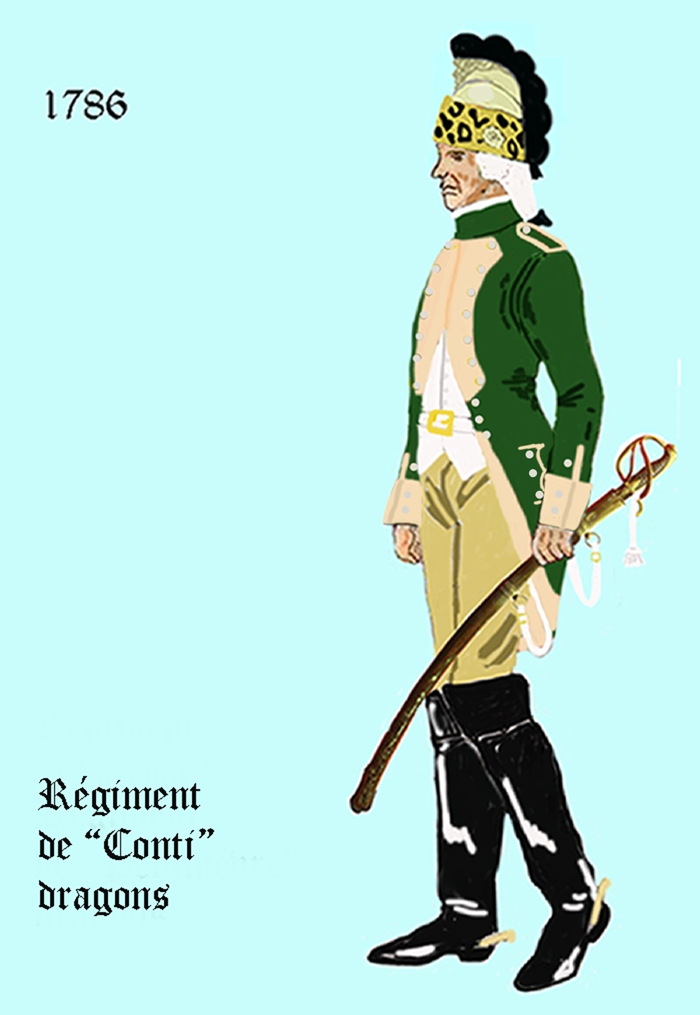
Conti dragons 1786
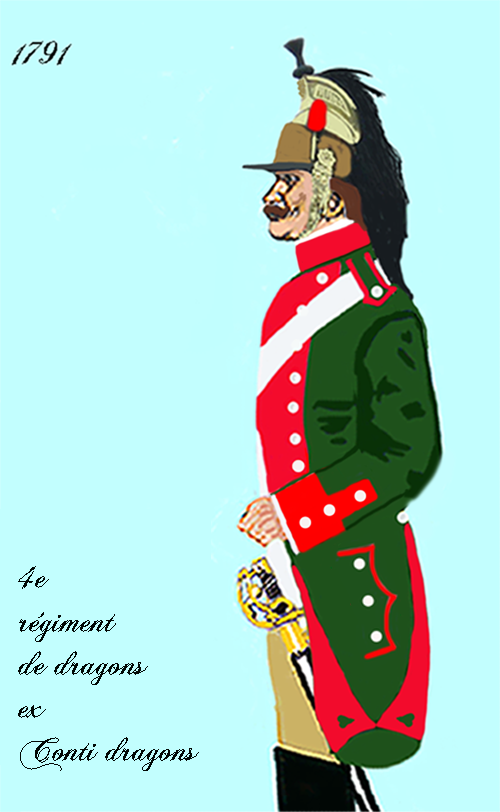
4e dragons 1791

## Personnages célèbres ayant servi au4erégimentde dragons

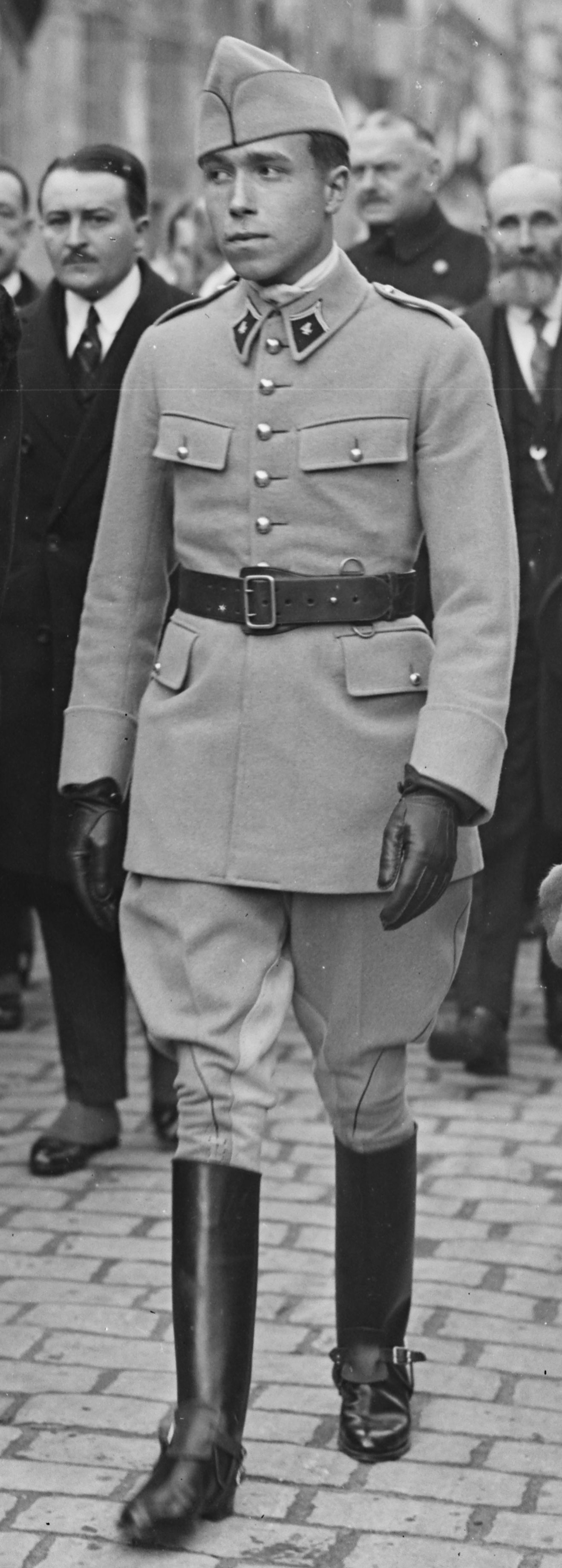
Jean Deschanel en uniforme du 4e dragons le 24 octobre 1926 à Nogent-le-Rotrou.

- Pierre Wattier, général et comte d'Empire, commandant le régiment en 1799 ;
- Charles-Claude Meuziau, général et baron de l'Empire, lieutenant  au régiment en 1800 ;

- Martin Gobrecht, général et baron de l'Empire, au régiment en 1803 ;
- Sébastien Birgy (1768-1856), dit « Perquit », général et baron d'Empire, commande un escadron à la bataille d'Eylau en 1807 ;
- Pierre Joseph Farine du Creux, général de brigade, colonel du régiment de 1809-1811 ;
- David François Etienne Pierre Laurent Niépce colonel du 8e dragons de la Reine en juillet 1814 ;
- Jean-Baptiste Bouquerot des Essarts, général de brigade et baron de l'Empire, colonel du régiment en 1815 ;
- Charles Goybet, général de division, chef d'escadron puis lieutenant-colonel (commandant en second) de 1861 à 1870 ;

- Maxime Weygand, général d'armée et ministre sous Vichy, jeune lieutenant au régiment en 1888 ;
- Maurice Roman de Gassowski, militaire franco-polonais, au régiment en 1906 ;
- Jean Deschanel, député, au régiment en 1926[22] ;
- Victor Iturria, Compagnon de la Libération, au régiment en 1939-1940 ;
- Pierre Chanal, accusé de trois meurtres des huit disparus de Mourmelon. Il a été adjudant-chef au 4e régiment de dragons de Mourmelon de 1977 à 1986 ;
- Pierre de Villiers, général d'armée, au régiment de 1979 à 1987.

## Sources et bibliographie
- Général de brigade Philippe Peress, 31 rue Hoche 49400 Saumur
- Musée des Blindés ou Association des amis du musée des Blindés 1043, route de Fontevraud, 49400 Saumur
- Abel Hugo, France militaire, 1838.
- Campagne 1914-1918 - Historique du 4e Régiment de Dragons.

## Sources et références
1. 1 2  Charles-Louis d’Authville Des Amourettes: Essai sur la cavalerie tant ancienne que moderne auquel on a joint les instructions & les ordonnances nouvelles qui y ont rapport, avec l’état actuel des troupes à cheval, leur paye, &c., à Paris, chez Charles-Antoine Jombert, imprimeur-libraire du Corps royal de l’artillerie & du génie, rue Dauphine, à l’Image de Notre-Dame. 1756. p. 154 books.google
2. ↑  Historiques des corps de troupe de l'armée française (1569-1900), Paris, Berger-Levrault, 1900 (lire en ligne), p. 488
3. ↑  (en) Digby Smith, The Napoleonic Wars Data Book, Londres, Greenhill, 1998, 582 p. (ISBN 1-85367-276-9), p. 213
4. ↑  Campagne 1914-1918 - Historique du 4e Régiment de Dragons., p. 3-14.
5. ↑  Campagne 1914-1918 - Historique du 4e Régiment de Dragons., p. 15-19.
6. ↑  Campagne 1914-1918 - Historique du 4e Régiment de Dragons., p. 20-24
7. ↑  Campagne 1914-1918 - Historique du 4e Régiment de Dragons., p. 24-25
8. 1 2  François Vauvillier, Les automitrailleuses de reconnaissance, t. 1 : L'AMR 33 Renault : ses précurseurs, ses concurrentes et ses dérivés, Histoire & Collections, coll. « Les matériels de l'armée française », 2005 (ISBN 2-915239-67-3), p. 64
9. 1 2 3 4 5  François Vauvillier, Les automitrailleuses de reconnaissance, t. 2 : L'AMR 35 Renault : ses concurrentes et ses dérivés, Histoire & Collections, coll. « Les matériels de l'armée française », 2005 (ISBN 2-915239-70-3), p. 30, 38-39
10. ↑  Jacques Belle, « De nouvelles unités mécaniques pour la Ligne Weygand », Guerre, blindés et matériel, Histoire & Collections, no 135,‎ janvier 2021, p. 53-64
11. ↑  Une retranscription de la citation se trouve sur http://cavaliers.blindes.free.fr/rgtdissous/4dragonsh3.html
12. ↑  J. de Lasalle, « L'escadron lourd de réparation du Tonkin », Symboles & Traditions, no 130,‎ avril 1989, p. 3 - 6
13. ↑  (en) Simon Dunstan, French Armour in Vietnam 1945–54, Osprey Publishing, coll. « New Vanguard » (no 267), 21 février 2019, 20-21 & 47 (ISBN 978-1-4728-3182-8)
14. ↑  Le 4e régiment de dragons renaît au Liban sur defense.gouv.fr
15. ↑  Lexpress.fr, « Loi de programmation militaire : dissolution du 4e régiment de dragons de Carpiagne », L'Express,‎ 3 octobre 2014 (lire en ligne).
16. ↑  Décision no 12350/SGA/DPMA/SHD/DAT du 14 septembre 2007 relative aux inscriptions de noms de batailles sur les drapeaux et étendards des corps de troupe de l'armée de terre, du service de santé des armées et du service des essences des armées, Bulletin officiel des armées, no 27, 9 novembre 2007
17. ↑  Nangis : de la guerre de Cent Ans au Premier Empire
18. ↑  Arrêté relatif à l'attribution de l'inscription AFN 1952-1962 sur les drapeaux et étendards des formations des armées et services, du 19 novembre 2004 (A) NORDEF0452926A Michèle Alliot-Marie
19. ↑  "Édition Chronologique no 45 du 29 octobre 2010". Le ministère de la Défense instruction no 1515/DEF/EMA/OL/2 du 23 septembre 1983, modifiée, sur les filiations et l'héritage des traditions des unités; décision no 010318/DEF/CAB/SDBG/CPAG du 15 juillet 2008 portant création d'une commission des emblèmes. Art 1er. L'inscription "Koweït 1990-1991" est attribuée aux drapeaux et étendards des formations des armées énumérées ci-dessous. 2e REI, 1er REC, 6e REG, 3e RIMa, 1er RPIMa, 11e RAMa, 4e régiment de dragons, 1er régiment de spahis, 6e régiment de commandement et de soutien, 1er RHC, 3e RHC, puis les formations de l'Armée de l'Air les 5e, 7e, 11e escadre de chasse, la 33e escadre de reconnaissance et les 61e et 64e escadre de transport. Le présent arrêté sera publié au Bulletin officiel des armées, Hervé Morin.
20. ↑  L'insigne a été homologué C 2166 en juillet 1968 à la demande du lieutenant-colonel Mercier.
21. ↑  « Dragons 1789 » sur 1789-1815.com.
22. ↑  Laurent Francisque, « Le monument à Paul Deschanel a été inauguré hier », Le Petit Parisien,‎ 25 octobre 1926 (lire en ligne)